# Grand Theft Auto III
Grand Theft Auto III, också känt under förkortningen GTA III eller GTA 3, är ett actionäventyrsspel utvecklat av DMA Design och utgivet av Rockstar Games. Det släpptes 22 oktober 2001 för Playstation 2, 21 maj 2002 för Microsoft Windows och 31 oktober 2003 för Xbox. En ny version för mobila enheter släpptes 2011 för spelets 10-årsjubileum. Det är det femte spelet i Grand Theft Auto-serien. Spelet utspelar sig i staden Liberty City, baserad på New York, och följer huvudpersonen Claude som blir svårt skadad och övergiven efter ett bankrån, men som snabbt därefter blir intrasslad i en annan värld av gäng, brott och korruption.
Spelet spelas från ett tredjeperspektiv och världen navigeras antingen till fots eller via ett fordon. Den öppna världen gör att spelaren fritt kan vandra genom Liberty City som består av tre huvudöar. Utvecklingen delades mellan DMA Design i Edinburgh och Rockstar i New York. Mycket av utvecklingsarbetet utgjorde omvandling av populära serieelement till en 3D-värld. Spelet försenades efter 11 september-attackerna då man var tvungen att ändra referenser och spelupplägg som ansågs olämpliga.
Vid frisläppandet fick spelet både ris och ros med beröm särskilt riktat mot koncept och spel. Spelet genererade emellertid också kontroverser med kritik riktad mot skildring av våld och sexuellt innehåll. Grand Theft Auto III blev det bästsäljande tv-spelet 2001 och har sålt över 17 miljoner exemplar. Det anses som en av de mest betydande titlarna i den sjätte generationen videospel och av många kritiker som ett av de största spelen någonsin och det vann årets utmärkelser från flera spelpublikationer. Sedan spelet släpptes har det fått flera porteringar till flera spelplattformar. Dess efterträdare Grand Theft Auto: Vice City släpptes i oktober 2002.

## Spelupplägg
Grand Theft Auto III är ett actionäventyrsspel som spelas i en tredjepersonsvy. Spelaren utför uppdragslinjära scenarier med uppsatta mål för att gå vidare genom berättelsen. Det är möjligt att ha flera aktiva uppdrag att utföra samtidigt, eftersom vissa uppdrag kräver att spelaren ska vänta på ytterligare instruktioner eller händelser. Bortsett från uppdrag kan spelaren röra sig fritt i spelets öppna värld, och har möjlighet att utföra valfria sidouppdrag. Liberty City består av tre huvudområden eller öar: Portland, Staunton Island och Shoreside Vale. De två sistnämnda öarna blir upplåsta för spelaren när berättelsen fortskrider.
Spelaren kan springa, hoppa eller använda fordon för att navigera sig i spelets värld. Vid eldstrid kan automatsiktet användas, vilket hjälper spelaren att sikta och skjuta mot fiender. Om spelaren blir skadad sjunker dennes hälsomätare, och för att återställa den måste spelaren plocka upp hälsoikoner. Skyddsväst kan användas som extra skydd, vilket absorberar skott och explosiva skador, men har också en mätare som sjunker vid skada. När hälsan är helt uttömd stoppas spelet och spelaren får ett nytt liv på närmaste sjukhus, på bekostnad av att alla vapen och rustningar förloras samt en summa pengar.
Om spelaren begår brott kan man bli efterlyst av polis, FBI eller militär, beroende på hur många och allvarliga brott som begås. Spelaren får reda på det genom antal stjärnor som lyser på bildskärmen. Ju grövre och fler brott, desto mer efterlyst och fler stjärnor får du. Som mest kan spelaren ha sex stjärnor efter sig, och då sätter staden in alla resurser för att stoppa dig. När spelaren lämnar efterlysningsarean (på spelplanen) så kommer denne att fortfarande vara efterlyst, men stjärnorna kommer att gå in i ett frysningsläge och eventuellt försvinna helt om spelaren är helt utom synhåll.
Spelaren styr den kriminelle och stumme huvudrollsfiguren Claude. Under berättelsen möter Claude flera nya rollfigurer från olika gäng. Eftersom spelaren utför uppdrag för olika gäng så kommer gängmedlemmar ofta att försvara spelaren, medan rivaliserande gängmedlemmar kommer att känna igen dig och försöka skjuta dig. Spelaren kan även engagera sig i andra aktiviteter (sidouppdrag), som  brottsbekämpning (polisiära uppdrag), brandbekämpning (brandman), ambulans- och taxichaufför. Genomförandet av dessa aktiviteter ger spelaren kontextspecifika belöningar. Till exempel om man fullbordar de brottsbekämpande uppdragen gör det att spelaren kan muta polisen efter att ha begått ett brott och fått stjärnor efter sig.
Spelaren kan använda närstridsvapen, skjutvapen och sprängämnen för att bekämpa fiender. Exempel på skjutvapen är Micro Uzi, M16-gevär och eldkastare. Spelets tredimensionella miljö gör det möjligt att se med förstapersonsperspektiv medan man siktar med ett prickskyttegevär, raketgevär eller M16-gevär. Dessutom kan spelaren använda sig av en så kallad drive-by shooting, vilket betyder att du kan skjuta ut genom båda sidorna av fordonet medan du kör. Spelet ger spelaren ett brett utbud av vapenalternativ som kan köpas från lokala vapenhandlare, tas från döda fiender eller plockas upp på marken vid gömställen.

## Handling
Under ett pågående bankrån i Liberty City, skjuts den ambitiöse och kriminelle Claude av sin dåvarande flickvän och medbrottsling Catalina (röstskådespelare: Cynthia Farrell), som flyr med en okänd colombiansk gangster. Även om han överlever blir Claude arresterad och dömd till tio års fängelse. Medan han transporteras i en fångtransport frigörs Claude och medfångaren 8-Ball (röstskådespelare: Guru) oavsiktligt efter en attack på polisens konvoj. Attacken utfördes av några män som hämtade upp en tredje fånge, och som därmed lämnar Claude och 8-Ball fria. De flyr tillsammans till ett säkert ställe. 8-Ball introducerar senare Claude inför maffiafamiljen Leone (Leone Crime Family), som består av "Sex Club 7"-ägaren Luigi Goterelli (röstskådespelare: Joe Pantoliano), don Salvatore Leone (röstskådespelare: Frank Vincent), hans capo Toni Cipriani (röstskådespelare: Michael Madsen) samt Salvatores son Joey Leone (röstskådespelare: Michael Rapaport). Under arbetet för familjens vägnar inser Claude att han krigar mot colombianerna, som leds av Catalina i att profilera en ny drog. Senare under ett gräl mellan Salvatore och hans troféfru Maria (röstskådespelare: Debi Mazar), råkar Maria berätta att hon och Claude är förälskade i varandra. Salvatore börjar förakta Claude genom att lura honom in i en bilbomb, men Maria hinner precis rädda honom och de båda flyr tillsammans från Portland till Staunton Island.
Claude börjar i det nya området att arbeta för stadens Yakuza hos Asuka Kasen (röstskådespelare: Lianna Pai) som ber Claude att mörda Salvatore. Detta skär bort alla Claudes band med familjen Leone, som nu är emot honom. Genom Claudes nya arbetsuppgifter får han nya band med andra kriminella, till exempel den korrupta polisen Ray Machowski (röstskådespelare: Robert Loggia). Claude räddar honom från flera polisiära internutredningar, och slutligen från CIA genom att hjälpa honom att fly till Vice City. Claude möter också den karismatiske mediemogulen Donald Love (röstskådespelare: Kyle MacLachlan) som upprätthåller en enorm mediafront. Love ber Claude att rädda den man som kidnappades och satt i samma fångtransport som Claude. Senare i ett försök att sänka fastighetspriserna i staden, startar Claude och Love ett krig mellan Yakuza och colombianerna genom att organisera ett mord på Asukas bror, Kenji Kasen (röstskådespelare: Les Mau), och skylla det på colombianerna. Under ett annat ärende konfronterar Claude äntligen Catalina, men som också hinner rymma och lämnar kvar hennes skadade partner Miguel (röstskådespelare: Al Espinosa). Asuka anländer överraskande till samma plats och tar Miguel som fånge, då hon tror att han har vetskap om hennes brors död.
Så länge som kriget varar så intensifierar colombianerna, och Asuka och Maria börjar lära sig om Claudes förflutna med Catalina. Asuka beordrar Claude att attackera flera av colombianernas operationer. Till slut lyckas de locka tillbaka Catalina, som kidnappar Maria samt mördar Asuka och Miguel. Catalina lämnar även ett brev till Claude, där hon framställer en lösensumma på 500 000 dollar i utbyte mot Marias frisläppande. När Claude återigen träffar Catalina för att ge henne pengarna blir Claude ännu en gång lurad av henne. Hon försöker döda honom, men han lyckas undkomma. I en skottlossning som uppstår, hoppar Catalina in i en helikopter och som hon kör och försöker skjuta Claude ifrån. Claude dödar de återstående colombianerna och räddar Maria. Slutligen lyckas han även skjuta ner Catalinas helikopter som kraschar och Catalina dör. När Claude och Maria lämnar platsen klagar Maria om kidnappningen och om hennes kläder och naglar. Under eftertexterna hörs ett skott, och Marias röst tystas.

## Utveckling
Arbetslaget för Grand Theft Auto III bestod av cirka 23 personer vid DMA Design i Edinburgh, och som arbetade nära Rockstar Games i New York. I början av 2001 hade laget utformat staden, bilarna och några vapen. Ett flerspelarläge var ursprungligen planerat för spelet men blev förkastat på grund av tids- och resursbegränsningar. Producenten Leslie Benzies beskrev Grand Theft Auto III som ett "brottsimuleringsspel". Spelets Windowsversion släpptes 6–7 månader senare än Playstation 2-versionen, och anledningen var att arbetslaget ville säkerställa och förbättra kvalitet vid versionsomvandlingen. Laget citerade också problem med tidigare Grand Theft Auto-spel som släpptes samtidigt på olika versioner.

### Öppen värld
Grand Theft Auto III var det första 3D-spelet i dess spelserie, och använder Criterion Games spelmotor, kallad Renderware. Under spelets utformning expanderade utvecklingsgruppen på koncept som introducerats i tidigare Grand Theft Auto-spel. Benzies avsikt var att återskapa "frihet och mångfald", från de tidigare spelen, i en "levande, andande 3D-värld". Playstation 2:s förmåga att använda DVD-skivor var en förbättring gentemot den tidigare Playstation som är begränsad till CD-skivor, och det gjorde det möjligt att lagra mer data, såsom animationer, musik och miljöer. Trots detta fick gruppen det svårt att passa in spelet i Playstation 2:s RAM (32 megabyte) på grund av skalan. Spelets storlek skapade också svårigheter för de som testade spelet, på grund av många olika alternativ. Benzies tyckte att skapa en levande stad var den "underliggande principen" av spelets koncept under utvecklingen.
En stor svårighet som uppstod hos gruppen var att konvertera alla spelelement till en hel 3D-värld, inklusive ljud och radiostationer, samt att utforma och ge röst åt de icke-spelar-figurer som det fanns flera antal av inom den öppna världen. Producenten Dan Houser sa att det finns omkring 8 000 rader (meningar) av inspelad dialog i spelet medan ljudprogrammeraren Raymond Usher uppskattade det till cirka 18 000. Spelets grundläggande teknik började få en funktion i mitten av år 2000, där man lyckades sätta in en strömmande process (datorteknikrelaterat) och en mekanik för hur spelaren skulle utföra en bilkapning. Denna strömmande process var ursprungligen avsett för musik och kartgeometri, men då den hade god effektivitet så började andra element också att inkluderas.
Vid utformning av spelvärlden skapade arbetslaget initialt en "hybridstad", vilken producenten Dan Houser beskriver som "en postindustriell mellanvästern slash östkust-generisk" stad. Under denna spelvärldsutveckling insåg laget att design baserad på riktiga platser gav för mycket uttryck kring olika saker och åsikter. Som ett resultat återskapades Liberty City, en stad som tidigare förekommit i det första spelet av serien, Grand Theft Auto. Staden baseras på New York och är uppdelad i tre öar: en industriell del som representerar Brooklyn och Queens, ett kommersiellt centrum som liknar Manhattan och förorter som liknar New Jersey. Öarna blir upplåsta, en efter en, så länge spelaren fortskrider spelet och dess handling (uppdrag). Laget ville att spelaren skulle "känna sig fattig och arbetsvillig för att bli rikare". Dan Houser beskriver Liberty City som en "hybrid av en generisk amerikansk stad" som inkluderar bland annat Chicago, Pittsburgh, Detroit, New York och Philadelphia. Han ansåg att denna spelvärlds parallella realism gjorde det möjligt för laget att uttrycka fler sociala kommentarer än tidigare. Sam Houser citerade filmer och tv-serier såsom Heat (1995) och Sopranos (1999–2007) som inspiration och ville efterlikna dem i spelet. Han citerade också påverkan från The Legend of Zelda, Super Mario 64 och filmen Goodfellas (1990), och beskriver Grand Theft Auto III som "en korsning mellan en gangsterfilm och en RPG".

### Berättelse och rollfigurer
Laget utvecklade berättelsen och designen samtidigt. "Vi använder berättelsen för att avslöja mekaniken, och vi använder mekaniken för att berätta berättelsen", sa Dan Houser. Houser fann det svårt att skapa berättelsen eftersom spelet är så starkt inriktat på fritt spel. Han ville att berättelsen skulle bli mer nyanserad och intressantare än den generiska "uppstå och falla, och återigen uppstå som en superhjälte-skurk". Spelets manus var också inriktat på uppdragsmål i ett försök att genomföra stora mängder interaktivitet. Houser kände att varje uppdrag är "sin egen novell" och en del av en "övergripande historia". Houser och medförfattare James Worrall fick inflytande från maffiafilmer, såsom Martin Scorseses filmer. När berättelsen skrevs mötte Houser och Worrall regelbundet med konstruktörerna och fyllde ett rum med post-it-anteckningar för att rekonstruera berättelseskomponenterna för att forma spelet.
Många av rollfigurerna animerades med hjälp av rörelseinspelning filmad på en hyrd studio vid Brooklyn Navy Yard, men detta var begränsat av tekniska hinder. Rollfigursrörelsen behandlades också som filmisk även om begränsade polygoner starkt hämmade detta. Att animera icke-spelbara figurer, som hoppar in i bilar och kör iväg, visade sig vara svårt för laget på grund av de olika fordonsdesignerna. "Det handlade om att kedja samman dussintals olika animationer och ändra nyckelbilder i kod" menade programvarutekniker Alan Campbell. Laget använde varierande kameravinklar vid animering av spelets klippscener för att framkalla olika känslor. För röstinspelningen ville laget ha "naturliga, subtila framträdanden", vilket visade sig vara svårt då många av aktörerna "hade tanken om att videospel är animerade så måste deras framträdanden vara animerade", förklarade animationsregissören Navid Khonsari. Spelets huvudperson är inte namngiven i spelet, och hans namn blir inte officiellt avslöjat som Claude förrän i Grand Theft Auto: San Andreas (2004). Claude är en tyst huvudrollsfigur och talar aldrig under hans framträdanden. Laget bestämde sig för att göra Claude tyst främst för att "det inte verkade vara ett stort problem" då det fanns andra utmaningar inom utvecklingen. Men också för att låta spelaren identifiera sig med rollfiguren, och låta rollfiguren bli så som spelaren vill att han ska vara.

### Ljuddesign
Grand Theft Auto III har ungefär tre och en halv timmar ljudmaterial för de fiktiva radiostationerna i spelet. För musiken sökte laget en bred mångfald till att återskapa den verkliga känslan av att zappa radiostationer, vilket skulle återspegla den gangsterfilm-kultur som framkallas i spelet. Laget använde pratradiostationer för att lägga till karaktär i staden och ge ett "unikt utseende på det amerikanska livet". Sam Houser beskrev det som "en mycket ikonoklastisk blick på Amerika". Laget använde riktiga DJ:ar för att avbilda dem som värdar på radion. Därefter skrev laget en ovanlig dialog för DJ:arna, för att frambringa en effekt av "högproduktionsvärden och absurt innehåll". Musikregissören Craig Conner satte ihop alla delar av radiostationerna, såsom musik, reklam, konversationer och jinglar.
Lista över radiostationerna i Grand Theft Auto III:
- Head Radio (poprock och vuxenpop)
- Double Clef FM (klassisk musik)
- K-Jah Radio (dub och reggae)
- Rise FM (trance och house)
- Lips 106 (popmusik)
- Game FM (hiphop och rap)
- Chatterbox 109 (prat och diskussioner)
- MSX FM (drum and bass och jungle)
- Flashback 95.6 (popmusik från 1980-talet, samtliga låtar kommer från soundtracket av filmen Scarface)

### Ändringar och 9/11-effekten
Före den planerade utgivningen gjordes flera modifieringar till spelet. Även om förändringar är frekventa under en spelutveckling noterades förändringar i Grand Theft Auto III vid tiden då 11 september-attackerna ägde rum, vilket ledde till spekulationer om att vissa förändringar motiverades av attackerna. Den 19 september 2001 försenade Rockstar spelets utgivning med tre veckor och citerade attackerna som en påverkande faktor i förseningen. "Alla hade någon som hade en farbror eller bror [som var påverkad av attacken]", sa Paul Eibeler, dåvarande president (liknande en ledare) för distributören Take-Two Interactive.
En av de förändringar som gjordes strax efter 9/11 var polisbilens färger. Den ursprungliga färgmarkeringen av blått med vita ränder liknade New York City Police Department. Det ändrades till svartvita mönster som är gemensamt bland flera polismyndigheter i USA, såsom Los Angeles och San Francisco. Andra förändringar var bland annat ett flygplans flygväg för att undvika synen att det flyger in i eller bakom en skyskrapa. Men också borttagandet av ett uppdrag som refererar till terrorism samt vissa ändringar i fotgängardialog och radioprat.
En annan borttagning i spelet var rollfiguren Darkel, en revolutionär rackartyp som hade som mål att sätta ner Liberty Citys ekonomi. När hänvisningar till Darkel hittades i spelets kod uppstod spekulation att rollfiguren var relaterad till 9/11, men Dan Houser förklarade att rollfiguren hade raderats "månader före [utgivningen]". Det finns också rapporter och förhandsvisningar som säger att spelet innehöll skolbarn som fotgängare före utgivningen, men Rockstar har avfärdat sådana rykten som "nonsens".
Rockstar uppgav att spelet var "ungefär 1% annorlunda" efter 9/11 och att den största förändringen var omslaget. De ansåg att det ursprungliga omslaget, som slutligen släpptes i Europa, kändes "för rå" efter 9/11, och ändrades till det som blev "signaturstil" för spelserien. Sam Houser hävdar att det nya omslaget utformades på en kväll och blev omedelbart föredragen än originalet. Omslaget är inspirerat av filmaffischer från 1960-talet, till exempel Äventyraren Thomas Crown (1968).

## Mottagande

### Första utgivningen
| Playstation 2-versionens mottagande | Playstation 2-versionens mottagande |
| Samlingsbetyg                       | Samlingsbetyg                       |
| Tjänst                              | Betyg                               |
| ----------------------------------- | ----------------------------------- |
| Metacritic                          | 97/100 (56 recensioner)             |
| Recensionsbetyg                     |                                     |
| Publikation                         | Betyg                               |
| 1UP.com                             | A+                                  |
| Allgame                             | [ 25 ]                              |
| Edge                                | 8/10                                |
| Eurogamer                           | 10/10                               |
| Game Informer                       | 9,5/10                              |
| Gamepro                             | 5/5                                 |
| Game Revolution                     | A                                   |
| Gamespot                            | 9,6/10                              |
| Gamespy                             | 94/100                              |
| IGN                                 | 9,6/10                              |

Grand Theft Auto III släpptes till kritisk hyllning. Samlingsbetygswebbsidan Metacritic beräknade ett genomsnittligt betyg på 97 av 100, vilket indikerar "universellt erkännande" baserat på 56 recensioner. Det är det sjätte högst rankade spelet på Metacritic knutet till ett antal andra. Recensenter tyckte om ljudet i spelet, spelupplägget och designen av den öppna världen. Tom Bramwell från Eurogamer kallade Grand Theft Auto III för "en läcker spretig storslagenhet", och Official PlayStation Magazine (datorspelstidning) kallade det "innovativaste, egendomligaste, briljantaste videospelet". Jeff Gerstmann på Gamespot beskrev spelet som "en otrolig upplevelse som inte får missas av någon". IGN:s Doug Perry nämnde det som "en av årets bästa titlar, på Playstation 2 eller något annat system".
Många kritiker ansåg 3D-grafiken som en välkommen förändring från 2D i de tidigare spelen. Gerstmann prisade särskilt rollfigurs- och fordonsmodellerna samt den övergripande strukturkvaliteten (textur) på staden. Andrei Alupului på Gamespy tyckte att grafiken var "riktigt rätt imponerande", och beskrev vidare om bilmodellerna som "kraftigt förbättrade" över dem i Midnight Club. Bramwell ansåg grafiken som "generellt trevligt att titta på" men ansåg det sämre än spel som Gran Turismo 3 och Ico. Justin Leeper från Game Informer beskrev spelvärlden som "fantastisk i omfattning och detalj", och Perry från IGN fann att det var "på en skala som verkligen är storslaget". Ben Silverman på Game Revolution kallade staden ett "tekniskt underverk ... som fångar kärnan i det smutsiga stadslivet i fantastisk detalj".
Perry ansåg spelets ljud som "otroligt och noggrant levererat", speciellt soundtracket, röstskådespelet och ljuddesignen, och uppgav att det var "riktigt närgående som om det var gjort för en film". Bramwell upprepade liknande berömmelse och beskrev att stadens ljudmiljö låter "perfekt" och soundtracket som vidunderligt. Ljudet beskrevs som "fantastiskt" av både Gerstmann och Silverman. 1UP.com uppskattade subtiliteten hos radiostationerna i spelet. Scott Alan Marriott på Allgame ansåg musiken som "den sanna stjärnan" i spelet.
Kritiker tyckte att utformningen av spelets uppdrag var en välkomnande uppgång från de tidigare spelen. 1UP.com beskrev uppdragen som "underbart kreativa" medan Gamesmaster (brittisk tidskrift för datorspel) uppskattade mångfalden. Perry uppskattade också mångfalden samt omfattningen av uppdrag, där han prisade mängden av tillgängliga sidouppdrag. Alupului beskrev spelets berättelse som "bra framfart" och "sammanhängande" med prägling av element som liknar en gangsterfilm. Gerstmann tyckte att uppdragen var underhållande och utmanande, men märkte också att bara utforska den öppna världen gav "en hel del kul" för spelare.
Reaktionerna på spelets kontroller och styrningar var blandade. Alupului ansåg att spelet "styrs fint", både under körning och till fots. Silverman identifierade styrningarna som spelets enda fel, trots att han berömde körmekanikens lyhördhet. Matt Helgeson på Game Informer beskrev likaså körningen som "god" men noterade striderna eller kamperna som "klumpiga". Four Eyed Dragon från Gamepro tyckte att bilarna var enkelt att manövrera. Edge beskrev spelets kamp eller strid som "ett besvärligt system som hindrar spelet." 1UP.com noterade speciella brister i siktsystemet och förklarade att det "ofta fokuserar på fel kille".

### Windowsversionen
| Windowsversionens mottagande | Windowsversionens mottagande |
| Samlingsbetyg                | Samlingsbetyg                |
| Tjänst                       | Betyg                        |
| ---------------------------- | ---------------------------- |
| Metacritic                   | 93/100 (20 recensioner)      |
| Recensionsbetyg              |                              |
| Publikation                  | Betyg                        |
| Game Informer                | 9,5/10                       |
| Gamespot                     | 9,3/10                       |
| Gamespy                      | 94/100                       |
| IGN                          | 9,4/10                       |
| PC Gamer US                  | 92 %                         |
| X-Play                       | 4/5                          |

När Grand Theft Auto III släpptes till Microsoft Windows (maj 2002) fick det liknande kritik. Metacritic beräknade ett genomsnittligt betyg på 93 av 100, vilket indikerar "universellt erkännande" baserat på 20 recensioner. Det var det högst rankade Windowsspelet på Metacritic under 2002. Recensenter tyckte om de visuella förhöjningarna och kontrollförbättringar, men kritiserade spelet för dess krävande systemkrav.
Spelfunktionerna och styrningarna i denna version blev oftast väl mottagna. IGN:s Tal Blevins prisade den högre precisionen av muskontrollen, som via manuellt sikte gav en exaktare riktning. Erik Wolpaw på Gamespot berömde också muskontrollen, men ogillade återspelningssystemet (ett system som spelar in de senaste 30 sekunderna av ditt spel), särskilt på grund av att det inte fanns några alternativ för tidsinställningar och kamerakontroller. Andrew Bub på Extended Play (senare kallat X-Play) uppskattade tillägget av en anpassad radiostation där man kan själv lägga in egna MP3-filer. Han gillade också möjligheten att kunna införa filer som ändrar spelfigurens (Claudes) utseende. Daniel Morris från PC Gamer prisade speluppdateringarna på Windows, men kritiserade bristen på stora ytterligare funktioner, till exempel en övergripande karta över staden i spelet.
Windowsversionens grafik fick ett positivt svar från granskare. Wolpaw hyllade de omarbetade texturerna, men kritiserade de aktiva objekt (fotgängare och fordon) som plötsligt dyker upp på spelplanen. Han kritiserade även de avancerade systemkraven. Blevins kritiserade på liknande sätt behovet av ett avancerat systemkrav för ett stabilt spel, men i slutändan ansåg han att denna version såg "lite trevligare" ut än det ursprungliga spelet (Playstation 2-versionen). Sal Accardo på Gamespy ansåg att Windowsversionen "ser mycket skarpare ut" än Playstation 2-versionen, men noterade några "hackiga" animeringar. Andrew Bub nämnde att de avancerade inställningarna resulterade i att spelet går långsamt och kraschar. Matt Helgeson märkte liten skillnad i grafik mellan Windows- och Playstation 2-versionen.

### Mobilversionen
| Mobilversionens mottagande | Mobilversionens mottagande |
| Samlingsbetyg              | Samlingsbetyg              |
| Tjänst                     | Betyg                      |
| -------------------------- | -------------------------- |
| Metacritic                 | 80/100 (26 recensioner)    |
| Recensionsbetyg            |                            |
| Publikation                | Betyg                      |
| Destructoid                | 7/10                       |
| Eurogamer                  | 5/10                       |
| Gamespot                   | 7/10                       |
| IGN                        | 7,5/10                     |
| Pocket Gamer               | 9/10                       |

När Grand Theft Auto III släpptes till mobila enheter i december 2011 fick spelet generellt positiva recensioner. Metacritic beräknade ett genomsnittligt betyg på 80 av 100 baserat på 26 recensioner. Recensenter tyckte om den förbättrade grafiken, men kritik riktades mot pekskärmens kontroller.
Peter Eykemans på IGN berömde de släta och jämna texturerna, särskilt då de är förminskade på en mobilskärm. Jim Sterling på Destructoid noterade förbättringar i rollfigurs- och fordonsmodellerna. Mark Walton på Gamespot skrev att spelet fungerar bra på avancerade enheter som Motorola Xoom och Samsung Galaxy S II, men märkte betydande problem med bildhastighet och texturer på Xperia Play. Mark Brown på Pocket Gamer märkte att spelets korta ritdistans (datorgrafikrelaterat) leder till plötsliga uppdykande objekt, men fann fortfarande att modellerna och texturerna "har fått en fininställning" i denna version.
Pekskärmens styrning fick ett blandat svar. Dan Whitehead på Eurogamer uppskattade körmekaniken, men kände att gå till fots är "ett hispigt sätt att navigera" världen, och kritiserade det "klumpiga" skjutsystemet då de flesta vapnen inte gick att manuellt sikta. Eykemans ansåg att styrningen "gör hälften av upplevelsen frustrerande", och Sterling beskrev styrningen som "överlägset största hindret för att njuta av" spelet. Brown tyckte att pekskärmen "har inte hindrat [spelet] för drastiskt", och gillade den enkla rörelsen och "obesvärade" körmekaniken. Vissa kritiker kände att styrningen blev bättre med hjälp av externa handkontroller, men kände också att det hindrade spelets bärbarhet.

### Försäljning
Grand Theft Auto III var det mest sålda spelet 2001 i USA och sålde över två miljoner exemplar före februari 2002. Spelet var också det näst bästsäljande spelet 2002 bakom dess uppföljare. Take-Two-aktier ökade avsevärt efter spelets utgivning, och spelet blev en del av Playstations Greatest Hits-val. I USA hade spelet sålt 5,35 miljoner exemplar i juni 2004 och 6,55 miljoner exemplar i december 2007. Datorspelsversionen stod för 420 000 sålda exemplar och 16,9 miljoner dollar i inkomster före augusti 2006 i USA. Det var landets 34:e bästsäljande datorspel mellan januari 2000 och augusti 2006. I Japan sålde Grand Theft Auto III cirka 120 000 exemplar under sin första vecka och ungefär 300 000 under december 2003. Antalet ökade till över 350 000 exemplar under januari 2008. Spelet fick ett "Diamond"-pris i Storbritannien, vilket betyder att spelet har sålt i över en miljon exemplar, och det var det första spelet som uppnådde denna milstolpe i landet. I mars 2008 hade spelet sålt 14,5 miljoner enheter världen över.

### Utmärkelser
Grand Theft Auto III fick flera nomineringar och utmärkelser från spelpublikationer. Det tilldelades årets spel inom Game Developers Choice Awards samt från Gamespot och Gamespy. Det kallades också det bästa Playstation2-spelet av Game Revolution, Gamespot, Gamespy och IGN. Spelet fick utmärkelsen bästa actionspel från Game Revolution, Gamespot och IGN. Gamespot tilldelade spelet det mest innovativa, och på Game Developers Choice Awards fick det förträfflighet i speldesign. Gamespy utmärkte spelet också med mest offensiv, bästa användning av radio och näst bästa artificiell intelligens efter ett annat spel.

## Kontroverser
Både innan och efter utgivandet av Grand Theft Auto III har spelet genererat flera kontroverser. Gamespy utmärkte spelet med Årets mest offensiva spel och kallade det samtidigt för "helt förkastligt". De skrev att spelet belönar spelaren för att "orsaka ödeläggelse" och "döda oskyldiga människor", där de i slutändan ifrågasätta spelets lämplighet inom branschen. Spelets ökändhet resulterade i att Wal-Mart började kontrollera köpare som tycktes vara under 17 år när de köpte mature-märkta spel (mature är en åldersrekommendation av ESRB). När man talar om spelets skildring av våld så hävdar producenten Leslie Benzies att det är komiskt avsedd och att spelet "inte är menat att tas på allvar". Producenten Dan Houser uppgav att laget var medveten om de brott som spelet skulle locka till, men att de "aldrig marknadsfört det på ett sätt som utnyttjade det".
Spelet tillåter spelare att delta i sexuella aktiviteter med prostituerade för att sedan mörda dem i återkrav av betalning. Detta möttes med utbredd kontrovers. Spelet fick också kontrovers för sin skildring av brottslighet och tillåtelse av våld mot poliser. Psykologen David Walsh från National Institute on Media and the Family uppgav att spelet "glamoriserar antisocial och kriminell verksamhet", och att "syftet med spelet är att begå brott". Som svar skrev Kotaku-författaren Owen Good att spelet inte belönar spelaren för "kompetens av brottslighet". Joanna Weiss på The Boston Globe noterade "adrenalinet" som spelare känner när de begår brott i spelet, men ursäktade spelets våld på grund av dess höga åldersklassificering. National Organization for Women talade ut mot spelet i januari 2002 och bad Rockstar och Take-Two att dra tillbaka spelet från försäljning eftersom det "uppmuntrar våld och förnedring av kvinnor". Matt Richtel på The New York Times skrev att aktiviteterna inom spelet "gick över linjen till dålig smak".
Grand Theft Auto III släpptes ursprungligen i Australien med en klassificering på MA15+. Efter att ha omprövat spelet så förbjöd byrån för film- och litteraturklassificering (OFLC) det på grund av dess skildring av sexuellt innehåll och våld mot prostituerade. Detta föranledde distributören Take-Two Interactive att vädja för OFLC som på nytt bekräftade den förbjudna statusen den 11 december 2001, efter omprövning av spelet med en professionell åsikt av en rättsmedicinsk psykolog. Take-Two fick då återkalla spelet i Australien, och Rockstar började göra förändringar i en kommande censurerad version. Den censurerade versionen släpptes i januari 2002 med en klassificering på MA15+ där alla inslag av sexuella handlingar med prostituerade hade tagits bort.
Den 25 juni 2003 sköt de tonåriga styvbröderna William och Josh Buckner mot Aaron Hamel and Kimberly Bede som båda dog. I uttalanden till utredare hävdade förövarna att deras handlingar hade inspirerats av Grand Theft Auto III. Den 20 oktober 2003 skickade Hamels och Bedes familjer in en stämningsansökan på 246 miljoner dollar mot Rockstar Games, Take-Two Interactive, Sony Computer Entertainment och Wal-Mart. Den 29 oktober 2003 svarade Rockstar och Take-Two på stämningsansökan hos United States district court (distriktsdomstol, domstol på första instans som tillämpar federala lagar) att "idéerna och föreställningarna" samt de "påstående psykologiska effekterna" hos förövarna är skyddade av första tilläggets yttrandefrihet. Jack Thompson, advokat för offren, förnekade Rockstars påståenden och försökte flytta rättegången till en state court med avseende på Tennessees konsumentskyddslag.

## Eftermäle
Grand Theft Auto III har ofta kallats för ett av de största videospelen genom tiderna. År 2007 kallade Gamepro spelet för det viktigaste tv-spelet någonsin och förklarade att "spelets obegränsade speluppläggselement har revolutionerat hur alla tv-spel görs". På samma sätt rankade IGN spelet bland de tio mest inflytelserika spelen, och Gamespot listade det bland de största spelen någonsin. Under 2009 skrev Game Informer att Grand Theft Auto III "förändrade spellandskapet för evigt med sin fördjupande öppna världssandlåda" och under 2016 kallade Gamesradar det för "det viktigaste spelet i decenniet". Time titulerade spelet som en av de största tv-spelen genom alla tider i november 2012 och augusti 2016.
Grand Theft Auto III anses ha en ledande roll i populariseringen av sandlådespel, vilket har inspirerat spel som True Crime (2003–2005), Saints Row (2006–idag) och Crackdown (2007). Uttrycket "Grand Theft Auto-klon" används ofta för att beskriva efterföljande videospel som släppts ut med liknande obegränsade eller icke-linjära spelupplägg, såsom Grand Theft Auto III. Medan tidigare videospel använde öppen världsdesign, inklusive tidigare Grand Theft Auto-spel, tog Grand Theft Auto III detta speluppläggsunderlag och utvidgade det till en 3D-värld som erbjuder en enastående mängd av minispel och sidouppdrag. På grund av spelets större framgång över dess föregångare har det fått ett erkännande för att popularisera den öppna världsgenren. Dan Houser kände att spelet gjorde det till "en av de livfullaste genren".
Spelet ledde också trenden med videospel för vuxna. Dan Houser kände att det gjorde det möjligt för andra utvecklare att skapa våldsamma skyttar. Hal Halpin, som instiftade Entertainment Consumers Association (ideell förening för personer som gillar datorspel), beskrev Grand Theft Auto III som ett typiskt mål "för debatten om våldsspel". Roger Hargreaves på Metro (brittisk tidning) skrev att det "uppmuntrade en helt ny våg av spel som var … fixerade av våld, gängkultur". Greg Ford på Electronic Gaming Monthly tyckte att spelet gav mer utrymme för massmedium att debattera våldsspel på ett allvarligare sätt än tidigare, men noterade också en förbättring av märkning för åldersrekommendation efter spelets kontrovers.
Efter spelets framgång utvecklade Rockstar ytterligare uppföljare i spelserien. Vice City och San Andreas utspelas i sina titulära platser 1986 respektive 1992. Grand Theft Auto Advance (2004) utspelas i Liberty City ungefär ett år före händelserna i Grand Theft Auto III. Grand Theft Auto: Liberty City Stories (2005) äger rum tre år före händelserna i Grand Theft Auto III, också i Liberty City. En helt ny och omformad version av staden användes senare i Grand Theft Auto IV (2008), The Lost and Damned (2009), The Ballad of Gay Tony (2009) och Chinatown Wars (2009).

### Porteringar och nyinspelningar
Grand Theft Auto III släpptes i maj 2002 för Microsoft Windows som stödjer högre skärmupplösning, längre ritdistans och mer detaljerade texturer. En Gamecubeversion var planerad men blev senare avbruten. För Xboxversionen, eller -porteringen, som släpptes i december 2003, blev Grand Theft Auto III sammanbunden med dess uppföljare, Vice City, under titeln Grand Theft Auto: Double Pack. Xboxversionen har en anpassad radiostation (där spelaren kan lyssna på egna låtar från en CD-skiva), förbättrad ljudkvalitet, polygonmodeller och grafik jämfört med den första versionen (Playstation 2). Double Pack blev senare sammanbunden med San Andreas under titeln Grand Theft Auto: The Trilogy som släpptes i oktober 2005. The Trilogy släpptes även för OS X den 12 november 2010. För spelets tioårsjubileum i december 2011 överfördes Grand Theft Auto III av War Drum Studios till flera iOS- och Androidenheter. Denna mobilversion är nästan identisk med Windowsversionen av spelet förutom förbättrade texturer och modeller samt pekskärmsstyrning. En Playstation 3-version av Grand Theft Auto III släpptes den 25 september 2012 via Playstation Network. Den ursprungliga Playstation 2-versionen av spelet släpptes för Playstation 4 den 5 december 2015. Under 2012 släppte en modgrupp, under namnet RAGE Classic Team, kartan i Grand Theft Auto III över till Grand Theft Auto IV med namnet Grand Theft Auto III: RAGE Classic. Spelet finns med i samlingen Grand Theft Auto: The Trilogy – The Definitive Edition som släpptes 2021.